# Quatre reliquaires de la Vierge
Les quatre reliquaires de la Vierge sont des tableaux de Fra Angelico, imitant des tabernacles-reliquaires, exécutés pour le couvent de Santa Maria Novella sur le sujet de scènes de la Vie de la Vierge, commandés par Fra Giovanni Masi (sacristain de l'église)  vers 1424 et  peints vers 1431.
Après avoir été dispersés, ces panneaux peints sur bois doré à cuspides ont été transférés au musée national San Marco à Florence, par la médiation de Bernard Berenson et d'Isabella Stewart Gardner.
|  |  |  |  |

1. L'Annonciation surmontant L'Adoration des mages (84 × 50 cm) ; panneaux de la prédelle : Vierge à l'Enfant et saints
2. La Mort de la Vierge surmontée de L'Assomption de la Vierge (venant de Boston)
3. Couronnement de la Vierge ; panneau de la prédelle : Adoration de Jésus enfant et anges
4. Vierge à l'étoile (84 × 51 cm) ; panneaux de la prédelle : saints dominicains ; éléments de la corniche encadrante : Le Christ dans les cieux et anges (musiciens et porteurs d'encensoirs)